# Vi roar oss kungligt
Vi roar oss kungligt är namnet på Kar de Mummas revy som hade premiär på Folkan 1956, i regi av Leif Amble-Naess. Sångerna skrevs av bland andra Kai Gullmar, Ulf Peder Olrog och Gösta Rybrant.
Deltagare i revyn var bland andra Annalisa Ericson, Hjördis Petterson, Stig Järrel, Sven Holmberg, Siv Ericks, Torsten Lilliecrona, Sten Gester, Anita Lindblom, Dagny Helander och Ulla Petré.
1956 gjorde Drottning Elizabeth II av England sitt första statsbesök i Sverige, och det blev grunden för årets revy. Slutnumret i föreställningen utspelades på Logårdstrappan, där hela kungafamiljen tar emot det engelska drottningparet. Som Lillprinsen, blivande kung Carl XVI Gustaf, framförde Annalisa Ericson (Lillprinsen hälsar) Elizabeth, skriven av Kai Gullmar och Gösta Rybrant.  Stig Järrel tog emot som borgarrådet Carl Albert Andersson och Sven Holmberg gjorde Prins Philip. Drottning Elizabeth spelades av spårvagnskonduktören Nora Eriksson.
Revyns mest kända nummer är Saltaste bönan i stan, en sång som skrevs åt Annalisa Ericson av Ulf Peder Olrog, och sången blev sedermera något av Annalisa Ericsons signaturmelodi.
Bland övriga nummer kan nämnas Annalisa Ericson som Wolfgang Amadeus Mozart, i samband med hans tvåhundraårsjubileum, och Hjördis Petterson som Ingeborg Nybergs mamma.